# 黄花列当
黄花列当（学名：[Orobanche pycnostachya] 错误：{{Lang}}：文本有斜体标记（帮助）），为列当科列当属下的一个植物种。